# Gnathamitermes
Gnathamitermes är ett släkte av termiter. Gnathamitermes ingår i familjen Termitidae.
Kladogram enligt Catalogue of Life:
| Gnathamitermes | \| \| Gnathamitermes grandis \| \| \| \| \| \| Gnathamitermes nigriceps \| \| \| \| \| \| Gnathamitermes perplexus \| \| \| \| \| \| Gnathamitermes tubiformans \| \| \| \| |
|                | \| \| Gnathamitermes grandis \| \| \| \| \| \| Gnathamitermes nigriceps \| \| \| \| \| \| Gnathamitermes perplexus \| \| \| \| \| \| Gnathamitermes tubiformans \| \| \| \| |
|                | Amitermes |
|                | |
|                | Anoplotermes |
|                | |
|                | Cahuallitermes |
|                | |
|                | Hoplotermes |
|                | |
|                | Microcerotermes |
|                | |
|                | Nasutitermes |
|                | |
|                | Tenuirostritermes |
|                | |
|                | Termes |
|                | |
|                | Gnathamitermes grandis |
|                | |
|                | Gnathamitermes nigriceps |
|                | |
|                | Gnathamitermes perplexus |
|                | |
|                | Gnathamitermes tubiformans |
|                | |

|  | Gnathamitermes grandis     |
|  |                            |
|  | Gnathamitermes nigriceps   |
|  |                            |
|  | Gnathamitermes perplexus   |
|  |                            |
|  | Gnathamitermes tubiformans |
|  |                            |